# Courage of the West
Courage of the West is een Amerikaanse western uit 1937 onder regie van Joseph H. Lewis.

## Verhaal
Tijdens de Amerikaanse Burgeroorlog zijn de Free Rangers belast met de bewaking van goudtransport. Buck Saunders voert hen aan, als ze de bende van Al Wilkins arresteren. Hij adopteert Jack, de zoon van de bendeleider. Jaren later staat Jackie aan het hoofd van de Rangers. Zijn vader is zijn straf ontlopen en hij is weer bezig als vanouds.

## Rolverdeling
| Acteur               | Personage             |
| -------------------- | --------------------- |
| Bob Baker            | Jack Saunders         |
| J. Farrell MacDonald | Buck Saunders         |
| Lois January         | Beth Andrews          |
| Fuzzy Knight         | Hank Givens           |
| Harry Woods          | Al Wilkins            |
| Carl Stockdale       | Rufe Lambert          |
| Buddy Cox            | Jackie Wilkins        |
| Forrest Taylor       | Overheidsfunctionaris |
| Albert Russell       | Abraham Lincoln       |
| Jack Montgomery      | Sheriff               |